# デヴァン・ナイール
チェンガラ・ヴェーティル・デヴァン・ナイール（Chengara Veetil Devan Nair、1923年8月5日 - 2005年12月6日）は、マレーシア、シンガポールの政治家。シンガポール第3代大統領。

## 経歴
1923年8月5日、マレーシアムラカ州にてイギリス領インド帝国ケーララ州タラセリー出身のI・V・K・ナイールの息子として生まれる。10歳の時に家族と共にシンガポールに移住する。
1965年シンガポール市民権を取得。1981年10月、第3代シンガポール大統領に就任し、1985年 3月に退任する。
2005年12月6日カナダオンタリオ州ハミルトンで死去。享年82歳。ヒンドゥー教徒。